# Єгошуа Файгенбаум
Єгошуа Файгенбаум (івр. יהושע "שייע" פייגנבוים‎‎; нар. 5 грудня 1947, Яффа, Мандат Палестина) — ізраїльський футболіст та тренер, виступав на позиції нападника.

## Клубна кар'єра
Народився в Австрії, проте коли Єгошуї ще не було й року разом з батьками емігрував до Ізраїлю, виріс у будинку поряд зі стадіоном «Блумфілд». Цей будинок збудували араби, які незабаром після створення Ізраїлю залишили Яффу. Свою кар'єру гравця Файгенбаум розпочав у «Хапоелі» (Тель-Авів). У 1965 році був переведений до першої команди й у сезоні 1965/66 років дебютував в її складі в Першій лізі Ізраїлю. 5 червня 1966 року відзначився дебютним голом у футболці «Хапоеля», сталося це в принциповому протистоянні тель-авівського дербі проти «Маккабі». У «Хапоелі» виступав до завершення сезону 1978/79 років. У сезонах 1965/66 та 1968/69 років ставав переможцем ізраїльського чемпіонату. У 1972 році став володарем Кубку Ізраїлю (у фіналі турніру відзначився переможним голом у воротах єрусалимського «Хапоеля»), а в 1967 році — Кубку чемпіонів Азії. Найкращий бомбардир «Хапоеля» в матчах національного чемпіонату (132 голи) та в усіх змаганнях (175 голів). Також займає 3-тє місце у списку гравців, які зіграли найбільшу кількість матчів у національному чемпіонаті (368).
У 1979 році перейшов до тель-авівського «Шимшону». У сезоні 1980/81 років виступав єрусалимському «Хапоелі», а в 1981 році перейшов до «Хапоель» (Рамат-Ган). У 1983 році став гравцем «Бейтару» (Рамла), в складі якого в 1984 році завершив кар'єру футболіста. У вищому дивізіоні ізраїльського чемпіонату відзначився 148-ма голами, посідаючи 10-те місце в списку найкращих бомбардирів ліги.

## Кар'єра в збірній
У національній збірній Ізраїлю дебютував 15 червня 1966 року в програному (1:2) товариському поєдинку з Уругваєм, який пройшов у Рамат-Гані. У 1968 році представляв Ізраїль на Літніх Олімпійських іграх у Мексиці.
На Олімпійських іграх у Мексиці, в 1968 році відзначився 4-ма голами. У 1970 році Файгенбаум був у складі ізраїльської збірної на Чемпіонату світі в Мексиці, на якому зіграв 3 матчі: з Уругваєм (0:2), зі Швецією (1:1) та з Італією (0:0). На цьому турнірі також відзначився одним голом. 20 березня 1977 року він востаннє вийшов у формі національної збірної в матчі кваліфікації чемпіонату світу 1978 року проти Південної Кореї. З 1966 по 1977 рік зіграв у національній збірній 51 матч та відзначився 24-ма голами (рекордний показник для гравців «Хапоеля» (Тель-Авів).
У 2009 році був обраний до Зали слави ізраїльського футболу.

## Тренерська діяльність
По завершенні ігрової кар'єри розпочав тренерську діяльність. Тренував наступні клуби: «Хапоель» (Хайфа), «Бейтар» (Нетанья), «Хапоель» (Єрусалим), «Маккабі» (Нетанья), «Хапоель» (Тель-Авів), «Маккабі» (Петах-Тіква), «Маккабі» (Герцлія), «Бней-Єгуда» (Тель-Авів), «Хапоель Іроні» (Рішон-ле-Ціон), «Хапоель Цафірім» (Холон), «Маккабі Агі-Назарет», «Бней-Сахнін», «Хапоель Ум аль-Фам», «Хапоель» (Ашкелон), «Хапоель» (Хедера) та «Хапоель Іроні» (Рамат-ха-Шарон). У сезоні 1985/86 років разом з «Бейтаром» (Нетанья) виграв другу лігу. В сезоні 1994/95 років разом з «Маккабі» (Петах-Тіква) завоював Кубок Тото.
Завдяки вмінню тренувати команди, які борються за «виживання», та виконувати з ними поставлені завдання отримав прізвисько «Спаситель».

## Статистика виступів

### Клубна
| Сезон   | Клуб                  | Країна  | Змагання    | Матчі | Голи |
| ------- | --------------------- | ------- | ----------- | ----- | ---- |
| 1965/66 | «Хапоель» (Тель-Авів) | Ізраїль | Ліга Леуміт | 20    | 2    |
| 1966/67 | «Хапоель» (Тель-Авів) | Ізраїль | Ліга Леуміт | ?     | ?    |
| 1967/68 | «Хапоель» (Тель-Авів) | Ізраїль | Ліга Леуміт | ?     | ?    |
| 1968/69 | «Хапоель» (Тель-Авів) | Ізраїль | Ліга Леуміт | 29    | 19   |
| 1969/70 | «Хапоель» (Тель-Авів) | Ізраїль | Ліга Леуміт | 29    | 12   |
| 1970/71 | «Хапоель» (Тель-Авів) | Ізраїль | Ліга Леуміт | 30    | 9    |
| 1971/72 | «Хапоель» (Тель-Авів) | Ізраїль | Ліга Леуміт | 17    | 9    |
| 1972/73 | «Хапоель» (Тель-Авів) | Ізраїль | Ліга Леуміт | 28    | 17   |
| 1973/74 | «Хапоель» (Тель-Авів) | Ізраїль | Ліга Леуміт | 29    | 11   |
| 1974/75 | «Хапоель» (Тель-Авів) | Ізраїль | Ліга Леуміт | 30    | 5    |
| 1975/76 | «Хапоель» (Тель-Авів) | Ізраїль | Ліга Леуміт | 25    | 3    |
| 1976/77 | «Хапоель» (Тель-Авів) | Ізраїль | Ліга Леуміт | 28    | 10   |
| 1977/78 | «Хапоель» (Тель-Авів) | Ізраїль | Ліга Леуміт | 26    | 10   |
| 1978/79 | «Хапоель» (Тель-Авів) | Ізраїль | Ліга Леуміт | 21    | 4    |
| 1979/80 | «Шимшон» (Тель-Авів)  | Ізраїль | Ліга Леуміт | 27    | 10   |
| 1980/81 | «Хапоель» (Єрусалим)  | Ізраїль | Ліга Леуміт | 29    | 5    |
| 1981/82 | «Хапоель» (Рамат-Ган) | Ізраїль | Ліга Леуміт | 30    | 16   |
| 1982/83 | «Хапоель» (Рамат-Ган) | Ізраїль | Ліга Леуміт | 6     | 1    |
| 1982/83 | «Хапоель» (Хайфа)     | Ізраїль | Ліга Леуміт | 21    | 7    |
| 1983/84 | «Бейтар» (Рамла)      | Ізраїль | Ліга Арцит  | 10    | 2    |

## Досягнення

### Як гравця
«Хапоель» (Тель-Авів)
- Ліга Леуміт
  -  Чемпіон (2): 1965/66, 1968/69

- Кубку Ізраїлю
  -  Володар (1): 1971/72

- Суперкубок Ізраїлю
  -  Володар (3): 1966, 1969, 1970

- Кубок азійських чемпіонів
  -  Володар (1): 1967

Ізраїль
- Азійські ігри
  - Срібний призер (1): 1974

### Як тренер
«Бейтаром» (Нетанья)
- Ліга Арцит
  -  Чемпіон (1): 1985/86

«Маккабі» (Петах-Тіква)
- Кубок Тото
  -  Володар (1): 1994/95